# Hyggen
Hyggen este o localitate din comuna Røyken, provincia Buskerud, Norvegia, cu o suprafață de 0,52 km² și o populație de 725 locuitori (2013).